# Cyprysowiec Leylanda
Cyprysowiec Leylanda (× Hesperotropsis leylandii) – gatunek wiecznie zielonego drzewa iglastego z rodziny cyprysowatych. Mieszaniec międzyrodzajowy cyprysa wielkoszyszkowego i cyprysika nutkajskiego.

## Morfologia

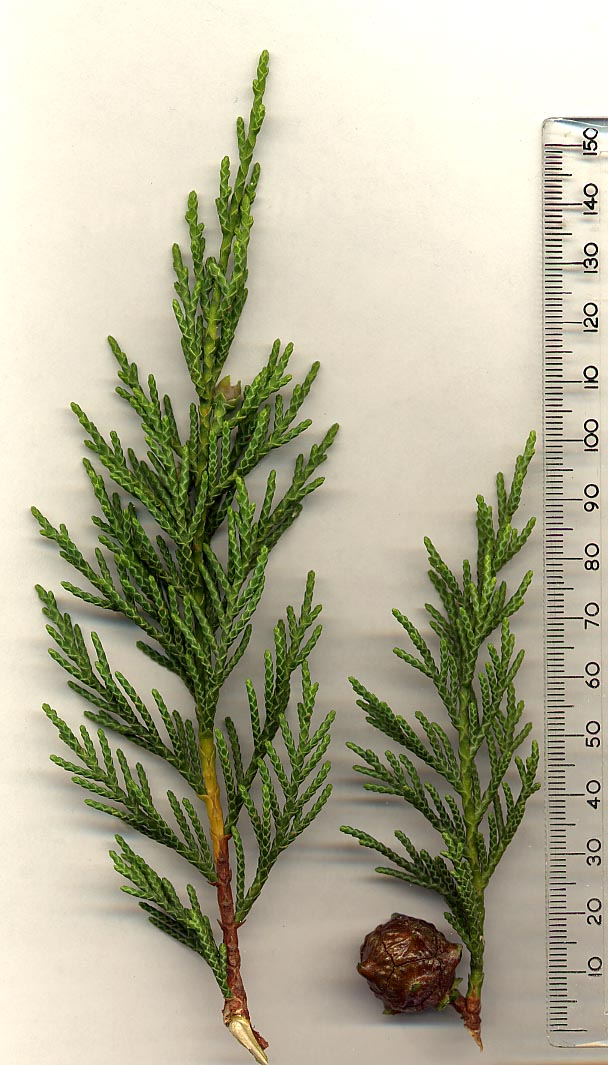
Gałązka z szyszką

PokrójKorona szerokokolumnowa lub stożkowata, w młodości luźna, później gęsta i wyprostowana, stopniowo zbiegająca się w wąski wierzchołek.
PieńRośnie szybko (50–80 cm rocznie). W bardzo dobrych warunkach osiąga wysokość 15 metrów w 16 lat. Po 60 latach osiąga wysokość 35 metrów i szerokość 10.
LiścieŁuskowate, ostro zakończone i płaskie. Z wierzchu ciemnozielone, od spodu bladozielone.
KwiatyMałe i drobne, kwitną w drugiej połowie wiosny.
SzyszkiMałe i kuliste.

## Odmiany

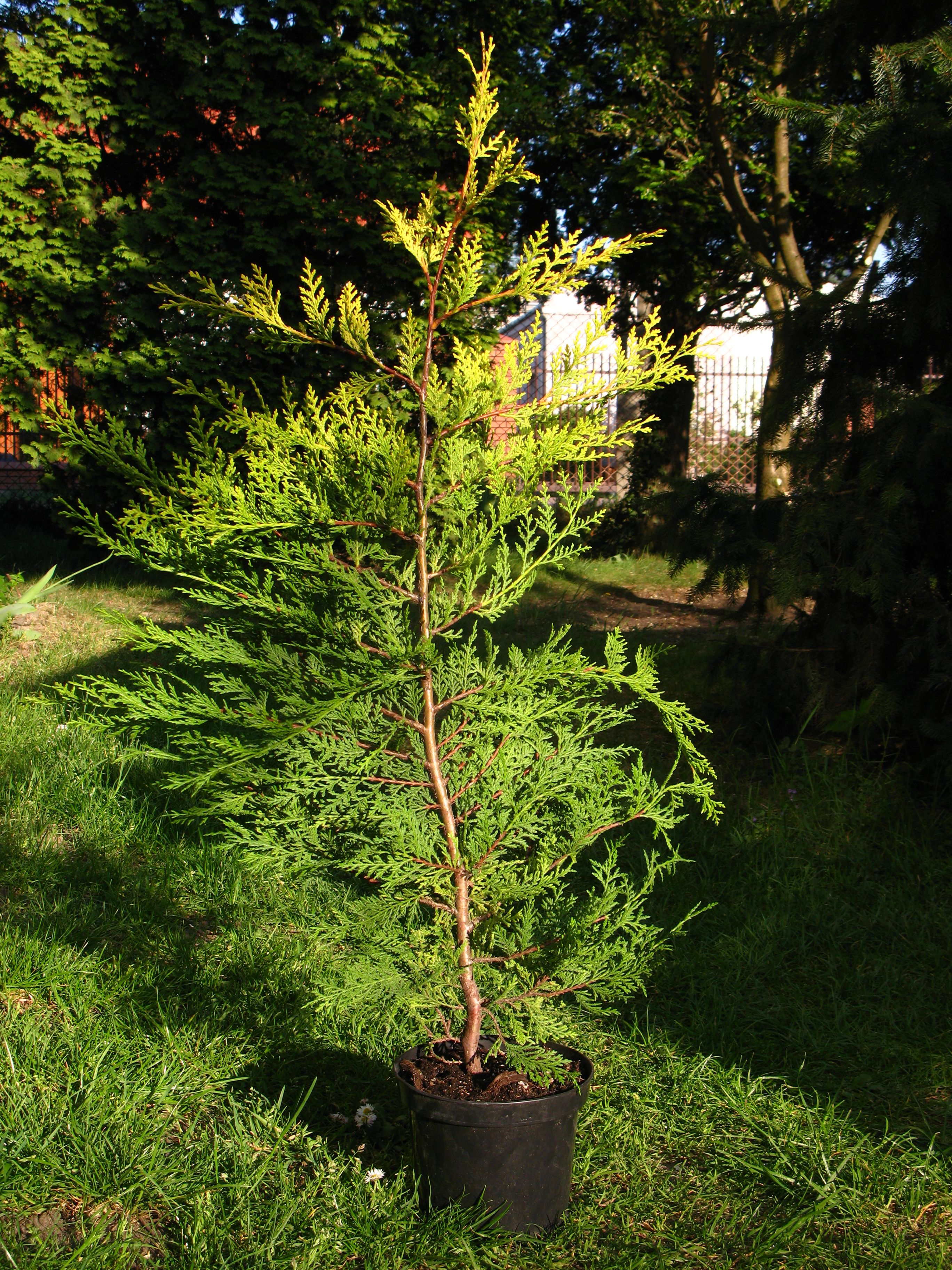
Kultywar 'Castlewellan Gold'

Niektóre kultywary ogrodowe:
- 'Castlewellan'  syn. 'Castlewellan Gold' - pędy początkowo złotożółte, później brązowozielone, rośnie wolnej niż gatunek. Po 30 latach osiąga wys. 15 m i szer. 3 m na całej wysokości.
- 'Gold Rider'  - intensywniej żółta od 'Castlewellan', ma delikatniejsze ulistnienie. Po 10 latach osiąga wys. 3 m i szer. 1m
- 'Robinson's Gold'  - ciemnozłote liście
- 'Naylors Blue'  - niebieskie ubarwienie pędów, rzadko zawiązuje szyszki. Otrzymana w 1911 roku.
- 'Leighton Green'
- 'Madeline'

## Uprawa
WymaganiaGleba kwaśna lub obojętna. Lubią wilgoć.
RozmnażanieWiosną lub jesienią pobieramy półzdrewniałe sadzonki. Ukorzenianie w podgrzewanym podłożu zmieszanym z równych części torfu i ostrego piasku trwa ok. 12 tygodni.